# 塞耶 (艾奥瓦州)
塞耶（英語：Thayer）是一個位於美國愛荷華州尤寧縣的城市。

## 地理
塞耶的座標為41°01′45″N 94°02′59″W / 41.02917°N 94.04972°W，而該地的平均海拔高度為337米（即1106英尺）。

## 人口
根據2010年美國人口普查的數據，塞耶的面積為0.23平方千米，當中陸地面積為0.23平方千米，而水域面積為0.00平方千米。當地共有人口59人，而人口密度為每平方千米256人。